# Фарнхамвил (Ајова)
Фарнхамвил (енгл. Farnhamville) град је у америчкој савезној држави Ајова. По попису становништва из 2010. у њему је живело 371 становника.

## Демографија
Према попису становништва из 2010. у граду је живело 371 становника, што је -59 (-13.7%) становника више него 2000. године.
| Група             | 2000.       | 2010.       |
| Белци             | 421 (97,9%) | 365 (98,4%) |
| Афроамериканци    | 0 (0,0%)    | 0 (0,0%)    |
| Азијати           | 0 (0,0%)    | 1 (0,3%)    |
| Хиспаноамериканци | 3 (0,7%)    | 0 (0,0%)    |
| Укупно            | 430         | 371         |